# Max Beier
Max Walter Peter Beier (ur. 1903, zm. 1979) – austriacki entomolog i arachnolog specjalizujący się w zaleszczotkach.
Urodził się 6 kwietnia 1903 w Spittal an der Drau. Studiował zoologię na Uniwersytecie Wiedeńskim. Po ukończeniu studiów w 1927, znalazł zatrudnienie w Muzeum Historii Naturalnej w Wiedniu. W latach 1963-68 był tam dyrektorem wydziału zoologii. Był bardzo produktywnym badaczem. Jego dorobek obejmuje około 400 prac, z czego 250 dotyczy zaleszczotków. Był również specjalistą w dziedzinie modliszek. Zmarł 4 czerwca 1979 w Wiedniu.